# Jarosław Jakimowicz
Jarosław Jakimowicz-Kriegl (ur. 17 lipca 1969 w Kutnie) – polski aktor niezawodowy, gwiazdor reality show i prezenter telewizyjny.

## Życiorys

### Wczesne lata
Jego matka rozwiodła się z ojcem po roku małżeństwa. Jego ojciec był alkoholikiem i zmarł w wieku 41 lat. Jakimowicz nigdy go nie poznał. Wychowywała go babka. Ukończył technikum mechaniczne i kurs dla dekoratorów wnętrz. Przez kilka lat mieszkał i pracował w Niemczech w gastronomii i jako pracownik budowlany. Drugi człon swojego nazwiska Kriegl zawdzięcza Niemcom, rodzicom swojej narzeczonej, którzy, po śmierci córki w wypadku samochodowym, postanowili adoptować Jakimowicza. Po powrocie do Polski podjął naukę w Psychotronicznym Studium Fizykoterapii, Doradztwa i Ekologii, jednak go nie ukończył.

### Kariera medialna

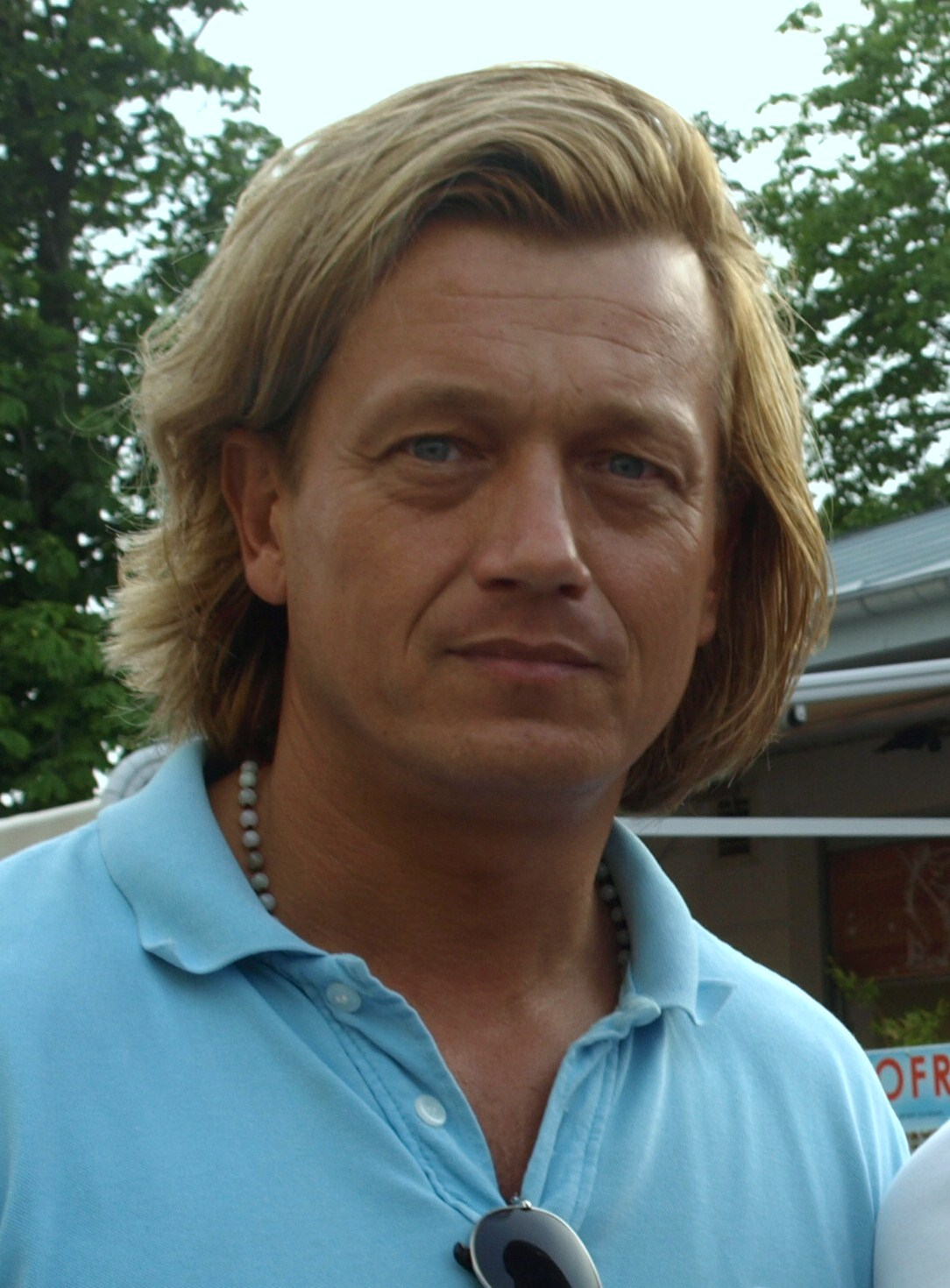
Jakimowicz (2012)

W 1994 roku zadebiutował na kinowym ekranie w amerykańsko-polskim dreszczowcu sensacyjnym Anioł śmierci (Beyond Forgiveness). Popularność i rozpoznawalność przyniosła mu rola Cichowskiego „Cichego” w filmie sensacyjnym Jarosława Żamojdy Młode wilki (1995). Jego udział w kontynuacji tej produkcji pt. Młode Wilki 1/2 (1997) przez dłuższy czas był niepewny, bo Jakimowicz uważał zaproponowaną mu gażę za zbyt niską. Ostatecznie jednak wystąpił w filmie, ale wcielił się w rolę o znaczeniu epizodycznym. Podczas pierwszej edycji Festiwalu Gwiazd w Międzyzdrojach w 1996 roku odcisnął dłoń na tablicy pamiątkowej znajdującej się na Promenadzie Gwiazd.
Prowadził program telewizyjny TVP Polonia Brawo Bis (1997) i Kurier sensacji (1998) w Polsacie. Wystąpił gościnnie w serialach: Złotopolscy (1997) jako Artur Lenart, Na dobre i na złe (2004–2005) jako Rafał Oleński, miłość Zosi z czasów licealnych czy Pierwsza miłość (2008–2009) jako Roman Korczyński, Teatrze Telewizji w spektaklu Marka Koterskiego Nas troje (2000) jako Adam Karington, a także w filmach fabularnych: Nic śmiesznego (1995), Poranek kojota (2001), Job, czyli ostatnia szara komórka (2006) i Wyjazd integracyjny (2011). Zajmował się także funduszami na produkcje filmowe.
W 2008 roku zwyciężył w piątej edycji reality show TV 4 Big Brother VIP, a jesienią tego samego roku na antenie stacji razem z Jolantą Rutowicz występował w programie J&J, czyli Jola i Jarek. W latach 2019–2023 był jednym z gospodarzy cyklu Pytanie na śniadanie Extra. W latach 2020–2023 współprowadził program społeczno-polityczny W kontrze w TVP Info. Na antenie tej stacji był również częstym gościem programu publicystycznego Jedziemy.
We wrześniu i październiku 2023 prowadził dla portalu internetowego prawy.pl cztery odcinki programu Tu jest Polska, w którym rozmawiał z zaproszonymi do studia gośćmi. Od listopada tego samego roku prowadzi swojego vloga w serwisie YouTube.

### Kontrowersje
W 2019 r wydał autobiografię pt. Życie jak film, gdzie wyznał, że brał udział w napadach na sklepy ze skórami w Niemczech, pełniąc w nich rolę kierowcy. W wyniku społecznej krytyki opisywanych zachowań, Jakimowicz oświadczył, że jego książka wcale nie jest autobiografią, a opisywane w niej wydarzenia (kontakty z pedofilami, handel ludźmi, okradanie grobów, napady na sklepy) są przejawem jego fantazji i w rzeczywistości nie brał w nich udziału. Jakimowicz wyjaśnił, że jego wcześniejsze zapewnienia o prawdziwości historii zamieszczonych w książce nie były szczere i miały jedynie na celu zwiększenie dochodów ze sprzedaży fikcyjnej autobiografii.
W styczniu 2021 roku dziennikarz Piotr Krysiak opublikował post w serwisie Facebook, w którym stwierdził, że „gwiazdor publicystyki TVP Info” miał zgwałcić uczestniczkę konkursu Miss Generation 2020. Choć Krysiak nie podał nazwiska pracownika TVP Info, który miał dopuścić się przestępstwa, w Internecie wśród dziennikarzy i publicystów wybuchła dyskusja, w której toku zaczęło pojawiać się nazwisko Jarosława Jakimowicza – miały na to wskazywać m.in. jego zdjęcia z partnerem jednej z uczestniczek plebiscytu. W związku z falą spekulacji Jarosław Jakimowicz kategorycznie zaprzeczył oskarżeniom i zapowiedział, że będzie dochodził swoich praw na drodze postępowania sądowego. W czerwcu 2023 roku Sąd Okręgowy w Warszawie prawomocnie oddalił prywatny akt oskarżenia wobec Krysiaka. W marcu 2024 roku Prokuratura Okręgowa w Lublinie umorzyła postepowanie w sprawie gwałtu wobec braku znamion czynu zabronionego.  
W lutym 2022 roku publicznie wulgarnie obraził dziennikarzy TVN i wyraził zadowolenie z choroby żony Tomasza Sekielskiego. W marcu Komisja Etyki TVP orzekła, że Jakimowicz naruszył zasady etyki dziennikarskiej TVP, publikując swój wpis w Internecie. W maju tego samego roku prokuratura wszczęła śledztwo w sprawie internetowych wpisów Jakimowicza.
W maju 2022 roku Juliusz Braun, członek Rady Mediów Narodowych, złożył do Krajowej Rady Radiofonii i Telewizji skargę w związku z wypowiedzią Jakimowicza w programie W kontrze o zwycięstwie Ukrainy w finale 66. Konkursu Piosenki Eurowizji, twierdząc, że zachowanie Jakimowicza było sprzeczne z polską racją stanu i naruszyło ustawę o radiofonii i telewizji. We wrześniu tego samego roku KRRiT nie stwierdziła, aby w analizowanym materiale znajdowały się treści, które naruszałyby przepisy ustawy.
W związku z wieloma skargami osób pracujących w TVP, jak i jego licznymi kontrowersyjnymi wypowiedziami na antenach TVP2 i TVP Info oraz w mediach społecznościowych, został w lipcu 2023 roku zwolniony przez  Telewizję Polską (pierwsze nieoficjalne doniesienia informowały o jego zawieszeniu). Odnosząc się do stawianych mu zarzutów w specjalnym oświadczeniu skrytykował jej aktualne kierownictwo, stwierdzając, że TVP w ostatnim czasie zmieniła się na niekorzyść. Podziękował w nim także za cztery lata współpracy z mediami publicznymi.

## Życie prywatne
18 października 1998, po dwóch miesiącach znajomości, poślubił malarkę Joannę Sarapatę. Mają syna Jovana (ur. 2000). Para rozwiodła się w 2010 roku. Z nieformalnego związku z Joanną Gołaszewską, kelnerką pracującą w jego klubie Tonic, ma syna Jeremiasza (ur. 2001). W 2004 roku, gdy u chłopca zdiagnozowano poważną wadę wątroby, Jakimowicz zgłosił się na dawcę do przeszczepu. W 2008 roku w programie Big Brother VIP, Jakimowicz poznał Jolantę Rutowicz, z którą miał kilkumiesięczny romans. W 2016 roku zawarł związek małżeński z Katarzyną Sykson.
Stał się członkiem Reprezentacji Artystów Polskich w piłce nożnej, która oprócz promowania zdrowej sportowej rywalizacji realizuje różne cele społeczne. Angażuje się społecznie. Bierze udział w kampaniach promujących transplantologię. W 2013 roku został uhonorowany przez ministra zdrowia odznaką Zasłużony Dawca Przeszczepu.

## Filmografia
Filmy
| Rok  | Tytuł                             | Rola                                                              | Reżyser             |
| ---- | --------------------------------- | ----------------------------------------------------------------- | ------------------- |
| 1994 | Anioł śmierci                     | chłopak                                                           | Bob Misiorowski     |
| 1995 | Tato                              | kochanek Ewy                                                      | Maciej Ślesicki     |
| 1995 | Nic śmiesznego                    | operator na planie filmu Z dymem                                  | Marek Koterski      |
| 1995 | Młode wilki                       | „Cichy”                                                           | Jarosław Żamojda    |
| 1997 | Młode Wilki 1/2                   | „Cichy”                                                           | Jarosław Żamojda    |
| 1998 | Spona                             | „Alibaba”                                                         | Waldemar Szarek     |
| 2001 | Tryumf pana Kleksa                | Tomek Miłkowski (także głos)                                      | Krzysztof Gradowski |
| 2001 | Poranek kojota                    | Max, kolega Brylanta                                              | Olaf Lubaszenko     |
| 2006 | Job, czyli ostatnia szara komórka | kierowca BMW                                                      | Konrad Niewolski    |
| 2011 | Wyjazd integracyjny               | instruktor paintballa                                             | Przemysław Angerman |
| 2012 | Love or Money?                    | Wacław                                                            | Monika Sokół        |
| 2012 | Bokser (TV)                       | w roli samego siebie; uczestnik programu Gwiazdy tańczą na lodzie | Tomasz Blachnicki   |
| 2020 | Zenek                             | menadżer Zenka Martyniuka                                         | Jan Hryniak         |

Seriale
| Rok       | Tytuł                                       | Rola                                                            | Uwagi                                                                           |
| --------- | ------------------------------------------- | --------------------------------------------------------------- | ------------------------------------------------------------------------------- |
| 1996      | Tajemnica Sagali (Das Geheimnis des Sagala) | odźwierny w Szkole Magów                                        | odc. 8-9                                                                        |
| 1997      | Sposób na Alcybiadesa                       | „Alibaba”                                                       | odc. 1-3                                                                        |
| 1997      | Zaklęta                                     | Jerzy                                                           |                                                                                 |
| 1998      | Gwiezdny pirat                              | Emilio, gwiezdny pirat                                          | odc. 1-7                                                                        |
| 1999      | Złotopolscy                                 | Artur Lenart                                                    | odc. 114-115, 120, 122, 127, 129, 131, 133, 136-138, 142, 144-149, 153, 155-156 |
| 2004–2005 | Na dobre i na złe                           | Rafał Oleński, miłość Zosi z czasów licealnych                  | odc. 184, 192-193, 195, 199-205                                                 |
| 2007      | Niania                                      | Robert, policjant                                               | odc. 56                                                                         |
| 2007–2008 | Klan                                        | Kuba Łatowicz, dziennikarz, przyjaciel Beaty Boreckiej z liceum |                                                                                 |
| 2008      | Glukhar                                     | Bolek Kowalczyk                                                 |                                                                                 |
| 2008–2009 | Pierwsza miłość                             | Roman Korczyński                                                |                                                                                 |
| 2013      | Hotel 52                                    | aktor Jan Wilczyński                                            | odc. 87                                                                         |
| 2014      | Komisarz Alex                               | Łukasz Landra                                                   | odc. 67                                                                         |
| 2017      | Na sygnale                                  | aktor Rudolf Fejm                                               | odc. 141                                                                        |

Teledyski
| Rok  | Tytuł                     | Wykonawca       |
| ---- | ------------------------- | --------------- |
| 2001 | „Kłamstwo”                | Magda Femme     |
| 2003 | „Ostatnie tango w Paryżu” | Abracadabra     |
| 2004 | „Nas troje”               | Jarosław Wasik  |
| 2017 | „Jak to się stało”        | Playboys        |
| 2017 | „Siła”                    | Justyna Sawicka |